# Ernst Victor Wolff
Ernst Victor Wolff (geboren 6. August 1889 in Berlin; gestorben 21. August 1960 in East Lansing) war ein deutschamerikanischer Pianist, Cembalist, Liedbegleiter und Klavierpädagoge.

## Leben
Ernst Victor Wolff studierte Klavier und Cembalo am Klindworth-Scharwenka-Konservatorium bei Philipp Scharwenka und Musik bei Max Friedlaender, Hermann Kretzschmar und Johannes Wolf an der Berliner Universität. 1911 begleitete er Friedlaender auf einer Vortragsreise in die USA und hielt auch selbst dort Vorträge und Kurse. 1913 wurde er mit einer Dissertation über Robert Schumann promoviert. 
Wolff strebte eine Karriere als Soloist für Klavier und Cembalo an. Daneben begleitete er auch Gesangskünstler wie Dorothy Maynor und Alexander Kipnis. Wolff nutzte das neue Medium Rundfunk zu Klavierauftritten. Er wurde bei den Händel-Festspielen in Göttingen und in Hannover regelmäßig zum Spielen des Begleitinstruments eingeladen und war auch zu anderen Händelwochen in Deutschland eingeladen. 
Nach der Machtübergabe an die Nationalsozialisten 1933 emigrierte Wolff nach London, 1936 zog er weiter nach New York und schlug sich dort mit Musikunterricht durch. Von 1947 bis zu seinem Tod unterrichtete er Klavier an der Michigan State University. Unter seinen Schülern war der Cembalist Alan Curtis. Sein Nachlass ging an die MSU library.  

## Schriften
- Lieder Robert Schumanns in ersten und späteren Fassungen. Berlin : Hermann, 1913, Berlin, Phil. Diss., 1913.
- With reason and rhyme. New Haven: Sylvia Winter, 1957.